# US Feulen
Die Union Sportive Feulen ist ein luxemburgischer Fußballverein aus Niederfeulen.

## Geschichte
Der Verein wurde 1947 unter seinem heutigen Namen gegründet. Lange Zeit nur unterklassig aktiv, gelang dem Verein 2019 wieder der Sprung in die Drittklassigkeit. In der Saison 2023/24 erreichte man durch einen 3:0-Sieg im Barragespiel gegen den Zweitligisten Yellow Boys Weiler-la-Tour erstmals den Aufstieg in die Ehrenpromotion.

## Pokalwettbewerbe
In der Coupe de Luxemburg erreichte der Verein mehrmals das Sechzehntelfinale, zuletzt in der Saison 2022/23 gegen den FC Berdenia Berburg (1:2).
In der Spielzeit 2018/19 stand Lorentzweiler im Achtelfinale der Coupe FLF, den nationalen Pokalwettbewerb für Vereine der 1., 2. und 3. Division (dritte bis fünfte Spielklasse), verlor dieses aber mit 0:5 gegen Union Remich/Bous.

## Stadion
Der Verein trägt seine Heimspiele auf dem 1500 Zuschauer fassenden Terrain In Bertzent in Niederfeulen aus.

## Erfolge
- Aufstieg in die Ehrenpromotion: 2024